# 川﨑真由美
川﨑 真由美（かわさき まゆみ、1972年10月1日 - ）は、茨城県出身の元バスケットボール選手。コートネームは「マイ」。ポジションはセンター。183cm、69kg。A型。キャッチフレーズは「波瀾万丈なラッキーガール」。現役時代はJOMOサンフラワーズに所属していた。

## 来歴
小学校でバスケを始め、水海道二高卒業後、共同石油（現・ENEOS）に入社。
ミドルレンジからシュート力とリバウンド力を持ち、JOMOでは濱口典子とともにツインタワーとして活躍。
実績を認められ1996年、アトランタオリンピックに出場する全日本のメンバーに選ばれ、7位入賞に貢献。全日本でのキャリアはオリンピック1大会のみである。
オリンピック後のシーズンを最後に「やり切った」の言葉を残して25歳で現役引退。
その後は結婚、出産、離婚を経て、2001年に1シーズンだけ現役に復帰して、2冠に貢献した。

## 経歴
- 水海道二高 - 共同石油/ジャパンエナジー（1991年〜1997年） - 引退 - ジャパンエナジー（2001年〜2002年）

## 日本代表歴
- 1996年アトランタ五輪